# Calcinus elegans
Espèce
Calcinus elegans ou Bernard l'ermite élégant est une espèce de crustacés décapodes récifal qui se rencontre dans le bassin Indo-Pacifique.

## Description
On distingue cette espèce par des caractères externes comme des  pattes bleues avec des taches brun foncé, en pointillé sur les extrémités. Les antennes de ce pagure sont orangées.

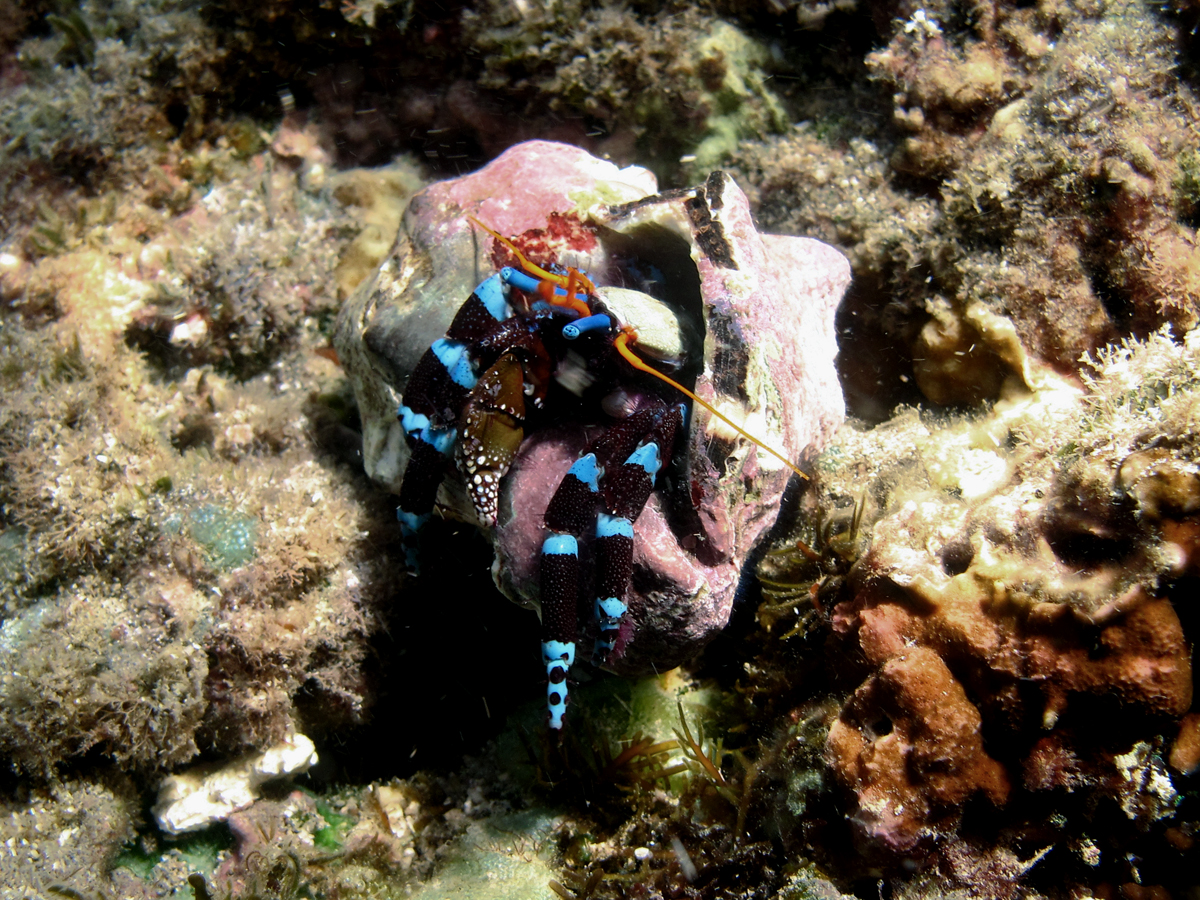
À La Réunion.
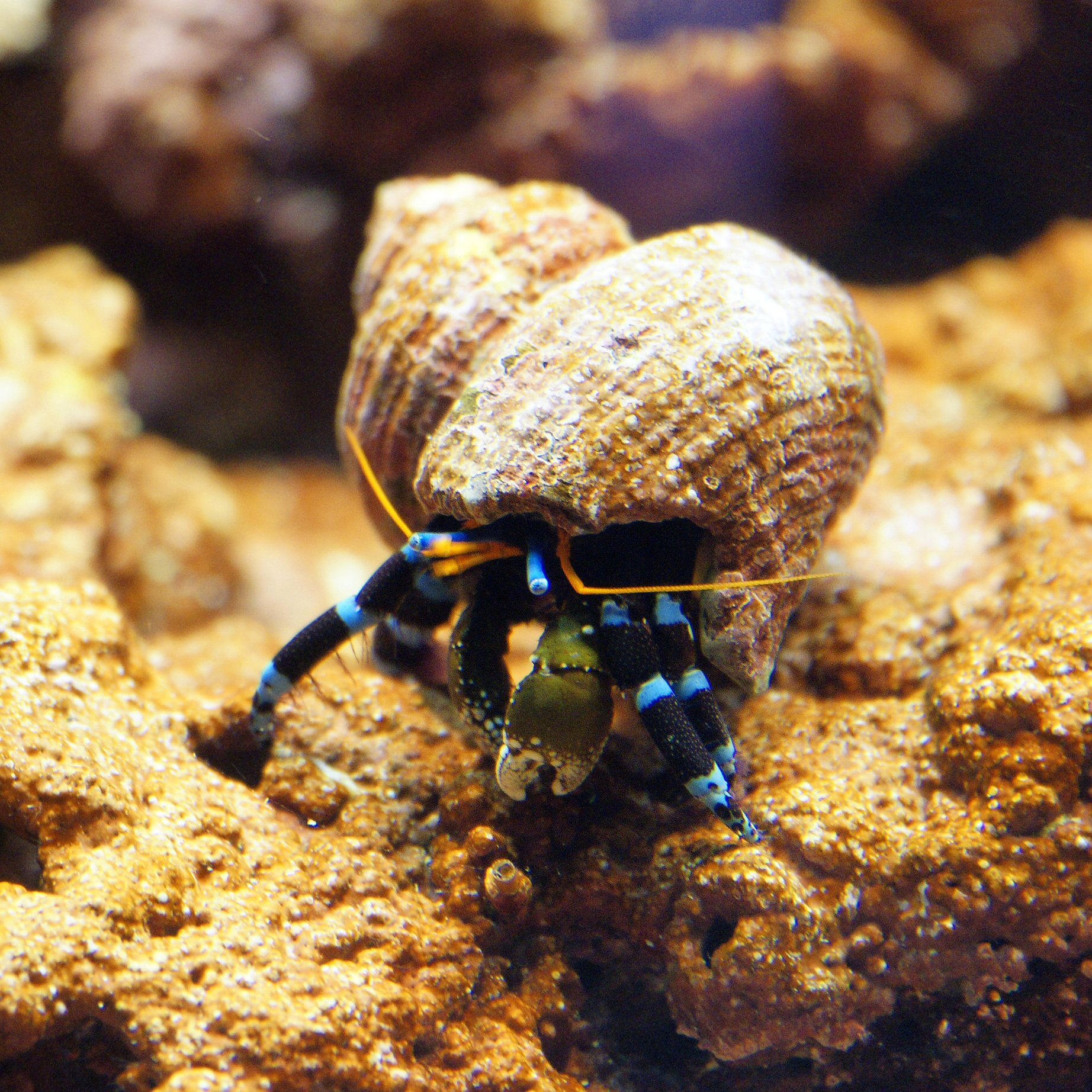

## Alimentation
Le Bernard l'ermite élégant est détritivore, c'est-à-dire qu'il se nourrit de débris animaux et végétaux.

## Reproduction
La femelle porte ses œufs pendant leur développement (comme chez la majorité des décapodes). Les embryons donnent des larves qui entre ensuite dans la constitution du plancton. Après passage par plusieurs stades larvaires, la métamorphose donne pour finir naissance à de jeunes Bernard l’ermite.